# Nieul-sur-l'Autise

Nieul-sur-l'Autise este o comună în departamentul Vendée, Franța. În 2009 avea o populație de 1,229 de locuitori.